# Giải bóng đá Ngoại hạng Anh 2004–05
Giải bóng đá Ngoại hạng Anh mùa giải 2004–05 (được biết đến với tên gọi FA Barclays Premiership vì lý do tài trợ) là mùa giải thứ 13 của Giải Ngoại hạng Anh. Giải bắt đầu vào ngày 14 tháng 8 năm 2004 và kết thúc vào ngày 15 tháng 5 năm 2005. Câu lạc bộ  Arsenal là nhà đương kim vô địch có nhiệm vụ bảo vệ danh hiệu sau khi đạt thành tích bất bại mùa giải trước. Câu lạc bộ  Chelsea đã giành chức vô địch với kỷ lục 95 điểm phá vỡ kỷ lục trước đó được thiết lập bởi câu lạc bộ Manchester United trong mùa giải 1993–94 và sau đó thành tích này bị vượt qua bởi câu lạc bộ Manchester City trong mùa giải 2017–18 (với 100 điểm), câu lạc bộ Chelsea giành chức vô địch với chiến thắng 2–0 tại Sân vận động Reebok trước đội Bolton Wanderers. Chelsea cũng đã phá vỡ một số kỷ lục khác trong mùa giải lịch sử của họ, đáng chú ý nhất là phá vỡ kỷ lục về số trận thắng nhiều nhất trong một mùa giải Premier League duy nhất, giành được 29 chiến thắng trong giải đấu ở cả sân nhà và sân khách, sau đó kỷ lục đã bị chính Chelsea vượt qua trong mùa giải 2016–17.

## Tổng quan
Arsenal là ứng cử viên sáng giá nhất cho chức vô địch sau khi kết thúc mùa giải trước với thành tích bất bại, nhưng họ cũng phải đối mặt với sự cạnh tranh từ những đối thủ thường xuyên cạnh tranh với mình gần đây là Manchester United và Chelsea, đội bóng màu xanh thành London đã được huấn luyện viên người Bồ Đào Nha tên là José Mourinho dẫn dắt, ông chính là người vừa giành chức vô địch UEFA Champions League với đội Porto. Liverpool cũng có một huấn luyện viên mới là Rafael Benítez người Tây Ban Nha, người vừa giành chức vô địch La Liga và UEFA Cup với câu lạc bộ Valencia và được kỳ vọng sẽ cạnh tranh cho chức vô địch. Một sự thay đổi về huấn luyện viên khác tại một câu lạc bộ đang hướng tới những đỉnh cao vinh quang là câu lạc bộ Tottenham Hotspur, đội bóng này đã bổ nhiệm Jacques Santini, người vừa dẫn dắt đội tuyển Pháp vào tứ kết của Euro 2004.
Ở phía nửa sau của bảng xếp hạng, những đội được dự đoán có khả năng cao sẽ xuống hạng là Norwich City, Crystal Palace và West Bromwich Albion, tất cả đều vừa mới được thăng hạng từ First Division (được đổi tên thành Championship trong mùa giải này). Everton,  Manchester City, Blackburn Rovers và Portsmouth cũng được dự đoán sẽ gặp khó khăn, ba đội đầu tiên chỉ đứng ngay sau các vị trí xuống hạng ở mùa giải trước và Portsmouth đang ở mùa giải thứ hai chơi ở Ngoại hạng Anh.
Chuỗi trận bất bại kỷ lục 49 trận của Arsenal đã kết thúc vào ngày 24 tháng 10 năm 2004, khi Manchester United đánh bại họ với tỷ số 2–0 tại sân Old Trafford.

### Xuống hạng
Lần đầu tiên kể từ khi Premier League ra đời vào năm 1992, không có đội nào xuống hạng trước ngày cuối cùng của mùa giải. Trong mỗi ba tuần cuối cùng của mùa giải, đội đứng cuối bảng xếp hạng vào đầu tuần đều kết thúc mùa giải ở ngoài khu vực xuống hạng. Vòng đấu cuối cùng của mùa giải bắt đầu với West Bromwich Albion ở vị trí cuối bảng, Southampton và Crystal Palace hơn đội cuối bảng một điểm và Norwich City hơn đội cuối bảng hai điểm, ở vị trí an toàn cuối cùng. West Brom, đội đứng cuối bảng xếp hạng và cách vị trí an toàn tám điểm vào Ngày Giáng sinh, đã hoàn thành nhiệm vụ của mình bằng cách đánh bại Portsmouth với tỷ số 2–0. Norwich, đội duy nhất nắm trong tay số phận của mình , đã thua 0-6 trước Fulham và xuống hạng. Southampton đã vươn lên dẫn trước Manchester United trong khi trận đấu chỉ còn lại 10 phút nhờ bàn phản lưới nhà của John O'Shea, nhưng cuối cùng đã thua 1-2 và cũng phải xuống hạng. Crystal Palace, làm khách trên sân của Charlton Athletic, đang dẫn trước 2–1 sau 71 phút, nhưng khi còn tám phút nữa, Jonathan Fortune đã gỡ hòa cho Charlton để đẩy đối thủ Đông Nam London của họ xuống hạng. Nếu Palace giành chiến thắng, họ sẽ trụ hạng; mặt khác nếu không thắng, họ sẽ trở thành đội đầu tiên xuống hạng khỏi Premier League bốn lần. Kết quả là West Brom vẫn trụ hạng, trở thành câu lạc bộ đầu tiên trong lịch sử Premier League tránh được việc xuống hạng sau khi đứng cuối bảng vào dịp Giáng sinh.
Khi cả bốn trận đấu quyết định cho 3 suất xuống hạng kết thúc, các máy quay tập trung vào sân nhà của West Brom, The Hawthorns, khi các kết quả của các trận đấu 3 câu lạc bộ kia bắt đầu xuất hiện thì các cầu thủ và người hâm mộ nhận ra rằng họ đã sống sót một cách thần kỳ, một cuộc bạo loạn với hàng loạt cổ động viên tràn xuống sân đã nổ ra, với những lễ ăn mừng lớn. Người hâm mộ Portsmouth đã tham gia vào lễ ăn mừng vì thông qua việc thua cuộc, họ đã "giúp"  West Brom đẩy đối thủ truyền kiếp Southampton xuống hạng.

## Các đội bóng
20 đội bóng đã tham gia giải đấu – 17 đội đứng đầu từ mùa giải trước và ba đội thăng hạng từ First Division. Các đội thăng hạng là Norwich City, West Bromwich Albion và Crystal Palace, trở lại hạng đấu cao nhất sau 9, 1 và 6 năm vắng bóng. Họ thay thế Leicester City, Leeds United và Wolverhampton Wanderers, những đội đã xuống hạng và chơi tại Championship. Leicester City và Wolverhampton Wanderers đều xuống hạng sau một mùa giải, trong khi Leeds United đã kết thúc thời kỳ đỉnh cao kéo dài 14 năm của mình.

### Sân vận động và địa điểm
| Câu lạc bộ           | Địa điểm                  | Sân vận động               | Sức chứa |
| -------------------- | ------------------------- | -------------------------- | -------- |
| Arsenal              | London (Highbury)         | Arsenal Stadium            | 38,419   |
| Aston Villa          | Birmingham (Aston)        | Villa Park                 | 42,553   |
| Birmingham City      | Birmingham (Bordesley)    | St Andrew's                | 30,079   |
| Blackburn Rovers     | Blackburn                 | Ewood Park                 | 31,367   |
| Bolton Wanderers     | Bolton                    | Reebok Stadium             | 28,723   |
| Charlton Athletic    | London (Charlton)         | The Valley                 | 27,111   |
| Chelsea              | London (Fulham)           | Stamford Bridge            | 42,360   |
| Crystal Palace       | London (Selhurst)         | Selhurst Park              | 25,073   |
| Everton              | Liverpool (Walton)        | Goodison Park              | 40,569   |
| Fulham               | London (Fulham)           | Craven Cottage             | 24,600   |
| Liverpool            | Liverpool (Anfield)       | Anfield                    | 45,276   |
| Manchester City      | Manchester (Bradford)     | City of Manchester Stadium | 48,000   |
| Manchester United    | Manchester (Old Trafford) | Old Trafford               | 68,217   |
| Middlesbrough        | Middlesbrough             | Riverside Stadium          | 35,049   |
| Newcastle United     | Newcastle upon Tyne       | St James' Park             | 52,387   |
| Norwich City         | Norwich                   | Carrow Road                | 27,010   |
| Portsmouth           | Portsmouth                | Fratton Park               | 20,220   |
| Southampton          | Southampton               | St Mary's Stadium          | 32,505   |
| Tottenham Hotspur    | London (Tottenham)        | White Hart Lane            | 36,240   |
| West Bromwich Albion | West Bromwich             | The Hawthorns              | 26,484   |

1. ↑  Fulham đã trở lại Craven Cottage trong mùa giải này sau hai năm cải tạo sân nhà.

### Nhân sự và dụng cụ thi đấu
| Câu lạc bộ           | Huấn luyện viên   | Đội trưởng       | Nhà sản xuất dụng cụ thi đấu | Nhà tài trợ áo đấu |
| -------------------- | ----------------- | ---------------- | ---------------------------- | ------------------ |
| Arsenal              | Arsène Wenger     | Patrick Vieira   | Nike                         | O2                 |
| Aston Villa          | David O'Leary     | Olof Mellberg    | Hummel                       | DWS Investments    |
| Birmingham City      | Steve Bruce       | Kenny Cunningham | Diadora                      | Flybe              |
| Blackburn Rovers     | Mark Hughes       | Garry Flitcroft  | Lonsdale                     | HSA                |
| Bolton Wanderers     | Sam Allardyce     | Jay-Jay Okocha   | Reebok                       | Reebok             |
| Charlton Athletic    | Alan Curbishley   | Matt Holland     | Joma                         | All:Sports         |
| Chelsea              | José Mourinho     | John Terry       | Umbro                        | Emirates           |
| Crystal Palace       | Iain Dowie        | Michael Hughes   | Diadora                      | Churchill          |
| Everton              | David Moyes       | David Weir       | Umbro                        | Chang              |
| Fulham               | Chris Coleman     | Lee Clark        | Puma                         | dabs.com           |
| Liverpool            | Rafael Benítez    | Steven Gerrard   | Reebok                       | Carlsberg          |
| Manchester City      | Stuart Pearce     | Sylvain Distin   | Reebok                       | Thomas Cook        |
| Manchester United    | Alex Ferguson     | Roy Keane        | Nike                         | Vodafone           |
| Middlesbrough        | Steve McClaren    | Gareth Southgate | Erreà                        | 888.com            |
| Newcastle United     | Graeme Souness    | Alan Shearer     | Adidas                       | Northern Rock      |
| Norwich City         | Nigel Worthington | Craig Fleming    | Xara                         | Proton             |
| Portsmouth           | Alain Perrin      | Arjan De Zeeuw   | Pompey Sport                 | TY                 |
| Southampton          | Harry Redknapp    | Nigel Quashie    | Saints                       | Friends Provident  |
| Tottenham Hotspur    | Martin Jol        | Ledley King      | Kappa                        | Thomson Holidays   |
| West Bromwich Albion | Bryan Robson      | Kevin Campbell   | Diadora                      | T-Mobile           |

## Bảng xếp hạng
| VT | Đội                  | ST | T  | H  | B  | BT | BB | HS  | Đ  | Giành quyền tham dự hoặc xuống hạng                   |
| -- | -------------------- | -- | -- | -- | -- | -- | -- | --- | -- | ----------------------------------------------------- |
| 1  | Chelsea (C)          | 38 | 29 | 8  | 1  | 72 | 15 | +57 | 95 | Điều kiện tham dự Vòng bảng Champions League          |
| 2  | Arsenal              | 38 | 25 | 8  | 5  | 87 | 36 | +51 | 83 | Điều kiện tham dự Vòng bảng Champions League          |
| 3  | Manchester United    | 38 | 22 | 11 | 5  | 58 | 26 | +32 | 77 | Điều kiện tham dự Vòng loại thứ ba Champions League   |
| 4  | Everton              | 38 | 18 | 7  | 13 | 45 | 46 | −1  | 61 | Điều kiện tham dự Vòng loại thứ ba Champions League   |
| 5  | Liverpool            | 38 | 17 | 7  | 14 | 52 | 41 | +11 | 58 | Điều kiện tham dự Vòng loại đầu tiên Champions League |
| 6  | Bolton Wanderers     | 38 | 16 | 10 | 12 | 49 | 44 | +5  | 58 | Điều kiện tham dự Vòng đầu tiên UEFA Cup              |
| 7  | Middlesbrough        | 38 | 14 | 13 | 11 | 53 | 46 | +7  | 55 | Điều kiện tham dự Vòng đầu tiên UEFA Cup              |
| 8  | Manchester City      | 38 | 13 | 13 | 12 | 47 | 39 | +8  | 52 |                                                       |
| 9  | Tottenham Hotspur    | 38 | 14 | 10 | 14 | 47 | 41 | +6  | 52 |                                                       |
| 10 | Aston Villa          | 38 | 12 | 11 | 15 | 45 | 52 | −7  | 47 |                                                       |
| 11 | Charlton Athletic    | 38 | 12 | 10 | 16 | 42 | 58 | −16 | 46 |                                                       |
| 12 | Birmingham City      | 38 | 11 | 12 | 15 | 40 | 46 | −6  | 45 |                                                       |
| 13 | Fulham               | 38 | 12 | 8  | 18 | 52 | 60 | −8  | 44 |                                                       |
| 14 | Newcastle United     | 38 | 10 | 14 | 14 | 47 | 57 | −10 | 44 | Điều kiện tham dự Vòng 3 Intertoto Cup                |
| 15 | Blackburn Rovers     | 38 | 9  | 15 | 14 | 32 | 43 | −11 | 42 |                                                       |
| 16 | Portsmouth           | 38 | 10 | 9  | 19 | 43 | 59 | −16 | 39 |                                                       |
| 17 | West Bromwich Albion | 38 | 6  | 16 | 16 | 36 | 61 | −25 | 34 |                                                       |
| 18 | Crystal Palace (R)   | 38 | 7  | 12 | 19 | 41 | 62 | −21 | 33 | Xuống chơi tại Football League Championship           |
| 19 | Norwich City (R)     | 38 | 7  | 12 | 19 | 42 | 77 | −35 | 33 | Xuống chơi tại Football League Championship           |
| 20 | Southampton (R)      | 38 | 6  | 14 | 18 | 45 | 66 | −21 | 32 | Xuống chơi tại Football League Championship           |

1. ↑  Mặc dù không đủ điều kiện tham dự Champions League với tư cách là một trong bốn câu lạc bộ Anh xếp ở bốn vị trí đầu tiển trên bảng xếp hạng, Liverpool đã được trao một suất tham gia đặc biệt để bảo vệ danh hiệu với tư cách là nhà vô địch UEFA Champions League 2005. Tuy nhiên, họ buộc phải tham gia vòng loại đầu tiên.[2]
2. ↑  Vì trận chung kết của Cúp FA được diễn ra giữa 2 đội Arsenal và Manchester United cũng như Câu lạc bộ bóng đá Chelsea, đội vô địch Cúp Liên đoàn Anh 2004–05 đã đủ điều kiện tham dự Champions League, và đội đứng thứ năm (Câu lạc bộ bóng đá Liverpool) đã được đặc cách tham dự Champions League, các đội đứng thứ sáu và thứ bảy tại Premier League đã được trao quyền tham dự UEFA Cup.

## Vua phá lưới
| Xếp hạng | Cầu thủ                 | Câu lạc bộ        | Bàn thắng |
| -------- | ----------------------- | ----------------- | --------- |
| 1        | Thierry Henry           | Arsenal           | 25        |
| 2        | Andy Johnson            | Crystal Palace    | 21        |
| 3        | Robert Pires            | Arsenal           | 14        |
| 4        | Jermain Defoe           | Tottenham Hotspur | 13        |
| 4        | Jimmy Floyd Hasselbaink | Middlesbrough     | 13        |
| 4        | Frank Lampard           | Chelsea           | 13        |
| 4        | Yakubu                  | Portsmouth        | 13        |
| 8        | Andy Cole               | Fulham            | 12        |
| 8        | Peter Crouch            | Southampton       | 12        |
| 8        | Eiður Guðjohnsen        | Chelsea           | 12        |